# Quận Montgomery, Arkansas
Quận Montgomery là một quận thuộc tiểu bang Arkansas, Hoa Kỳ.
Quận này được đặt tên theo Richard Montgomery, một tướng trong chiến tranh cách mạng Mỹ.. Theo điều tra dân số của Cục điều tra dân số Hoa Kỳ năm 2000, quận có dân số người. Quận lỵ đóng ở Mount Ida.

## Địa lý
Theo Cục điều tra dân số Hoa Kỳ, quận có diện tích 2073 km2, trong đó có 50 km2 là diện tích mặt nước.

### Các xa lộ chính
- U.S. Highway 70
- U.S. Highway 270
- Highway 8
- Highway 27
- Highway 88

### Quận giáp ranh
- Quận Yell (bắc)
- Quận Garland (đông)
- Quận Hot Spring & Quận Clark (đông nam)
- Quận Pike (nam)
- Quận Polk (tây)
- Quận Scott (tây bắc)

## Thông tin nhân khẩu

Tháp tuổi dân cư quận Montgomery

Theo điều tra dân 2 năm 2000, quận đã có dân số 9.245 người, 3.785 hộ gia đình, và 2.747 gia đình sống trong quận hạt. Mật độ dân số là 12 người trên một dặm vuông (5/km ²). Có 5.048 đơn vị nhà ở mật độ trung bình của 6 trên một dặm vuông (2/km ²). Cơ cấu chủng tộc của dân cư quận gồm 95,42% người da trắng, 0,29% da đen hay Mỹ gốc Phi, 1,11% người Mỹ bản xứ, 0,37% châu Á, Thái Bình Dương 0,01%, 1,56% từ các chủng tộc khác, và 1,23% từ hai hoặc nhiều chủng tộc. 2,53% dân số là người Hispanic hay Latino thuộc một chủng tộc nào.
Có 3.785 hộ, trong đó 28,00% có trẻ em dưới 18 tuổi sống chung với họ, 62,60% là đôi vợ chồng sống với nhau, 7,00% có một chủ hộ nữ và không có chồng, và 27,40% là các gia đình không. 24,50% hộ gia đình đã được tạo ra từ các cá nhân và 12,20% có người sống một mình 65 tuổi hoặc lớn tuổi hơn là người. Cỡ hộ trung bình là 2,41 và cỡ gia đình trung bình là 2,85.
Trong quận, cơ cấu độ tuổi dân cư trải ra với 23,50% dưới độ tuổi 18, 6,20% 18-24, 25,00% 25-44, 26,30% từ 45 đến 64, và 18,90% từ 65 tuổi trở lên người. Độ tuổi trung bình là 42 năm. Đối với mỗi 100 nữ có 96,20 nam giới. Đối với mỗi 100 nữ 18 tuổi trở lên, đã có 95,00 nam giới.
Thu nhập trung bình cho một hộ gia đình trong quận đạt 28.421 USD, và thu nhập trung bình cho một gia đình là 32.769 USD. Phái nam có thu nhập trung bình 25.865 USD so với 18.063 USD của phái nữ. Thu nhập bình quân đầu người là 14.668 $. Giới 13,00% gia đình và 17,00% dân số sống dưới mức nghèo khổ, bao gồm 22,50% những người dưới 18 tuổi và 16,00% của những người 65 tuổi hoặc hơn.